# گالاتسی
شهر گالاتسی در استان آتیک در کشور یونان واقع شده است که دارای جمعیت ۵۸٬۸۳۴  نفر می‌باشد.